# Pejaten (Kramatwatu)
Pejaten is een bestuurslaag in het regentschap Serang van de provincie Banten, Indonesië. Pejaten telt 10.662 inwoners (volkstelling 2010).